# Padang Seurahet
Padang Seurahet is een bestuurslaag in het regentschap Aceh Barat van de provincie Atjeh, Indonesië. Padang Seurahet telt 38 inwoners (volkstelling 2010).